# لويز كوين
لويز كوين (بالإنجليزية: Louise Quinn) (17 يونيو 1990 في جمهورية أيرلندا - ) هي لاعبة كرة قدم أيرلندية في مركز الدفاع. شاركت مع منتخب جمهورية أيرلندا لكرة القدم للسيدات. أما مع النوادي، فقد لعبت مع Eskilstuna United DFF ‏ وUCD Women's Soccer Club ‏ وPeamount United F.C. ‏.

## وصلات خارجية
- لويز كوين على موقع الاتحاد الأوربي (الإنجليزية)
- لويز كوين على موقع قاعدة بيانات كرة القدم.إي يو (الإنجليزية)
- لويز كوين على موقع Soccerway.com (الإنجليزية)
- لويز كوين على موقع عالم كرة القدم.نت (الإنجليزية)